# Falcão-lanário

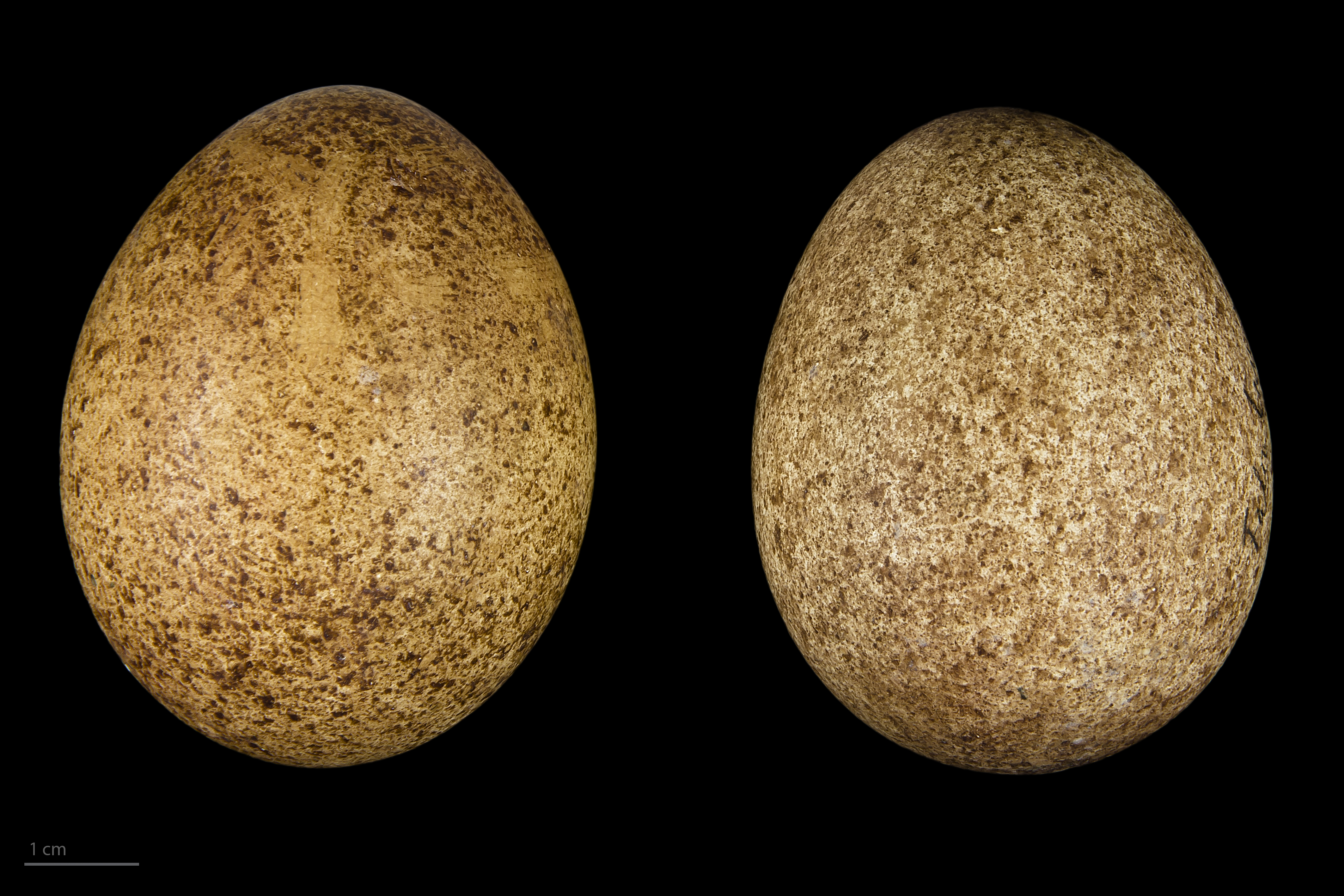
Falco biarmicus feldeggii - MHNT

Falcão-lanário, alfaneque ou falcão borni (Falco biarmicus) é uma ave da família dos falconídeos.
Pode ser encontrado nos campos, savanas e desertos da Europa e África. O número de alfaneques está a diminuir na Europa, mas é relativamente comum em África.
Esta espécie é bastante utilizada em falcoaria.
Na mitologia egípcia, o falcão-lanário (ou o falcão-peregrino) é o animal utilizado para representar os deuses Hórus e Rá.